# Сабіна Гуццанті
Сабіна Гуццанті (італ. Sabina Guzzanti, нар. 25 липня, 1963, Рим, Італія) — італійська акторка.

## Біографія
Сабіна Гуццанті — старша дочка знаменитого італійського політичного коментатора і журналіста Паоло Гуццанті (колишній сенатор з Forza Italia, чинний заступник секретаря італійської ліберальної партії), закінчила Академію драматичного мистецтва в Римі. Її перший виступ на сцені разом зі своїм братом Коррадо відомим коміком, в серії гумористичних передач. Потім знімалась у телевізійних комедіях, такі як «Proffimamente…», «L'Араба Fenice» (режисер Антоніо Річчі), «La TV delle ragazze and Scusate l'interruzione». У 1998 році дебютувала режисером.

## Фільмографія
- Draquila - L'Italia che trema 2010
- Le ragioni dell'aragosta 2007
- Viva Zapatero! 2005
- Bimba 2001
- Troppo sole 1994
- La cattedra 1991
- I ragazzi di via Panisperna 1989
- Night club 1989
- I cammelli 1988